# Diogmites angustipennis
Diogmites angustipennis är en tvåvingeart som beskrevs av Friedrich Hermann Loew 1866. Diogmites angustipennis ingår i släktet Diogmites och familjen rovflugor. Inga underarter finns listade i Catalogue of Life.